# Medimax (Schiffstyp)

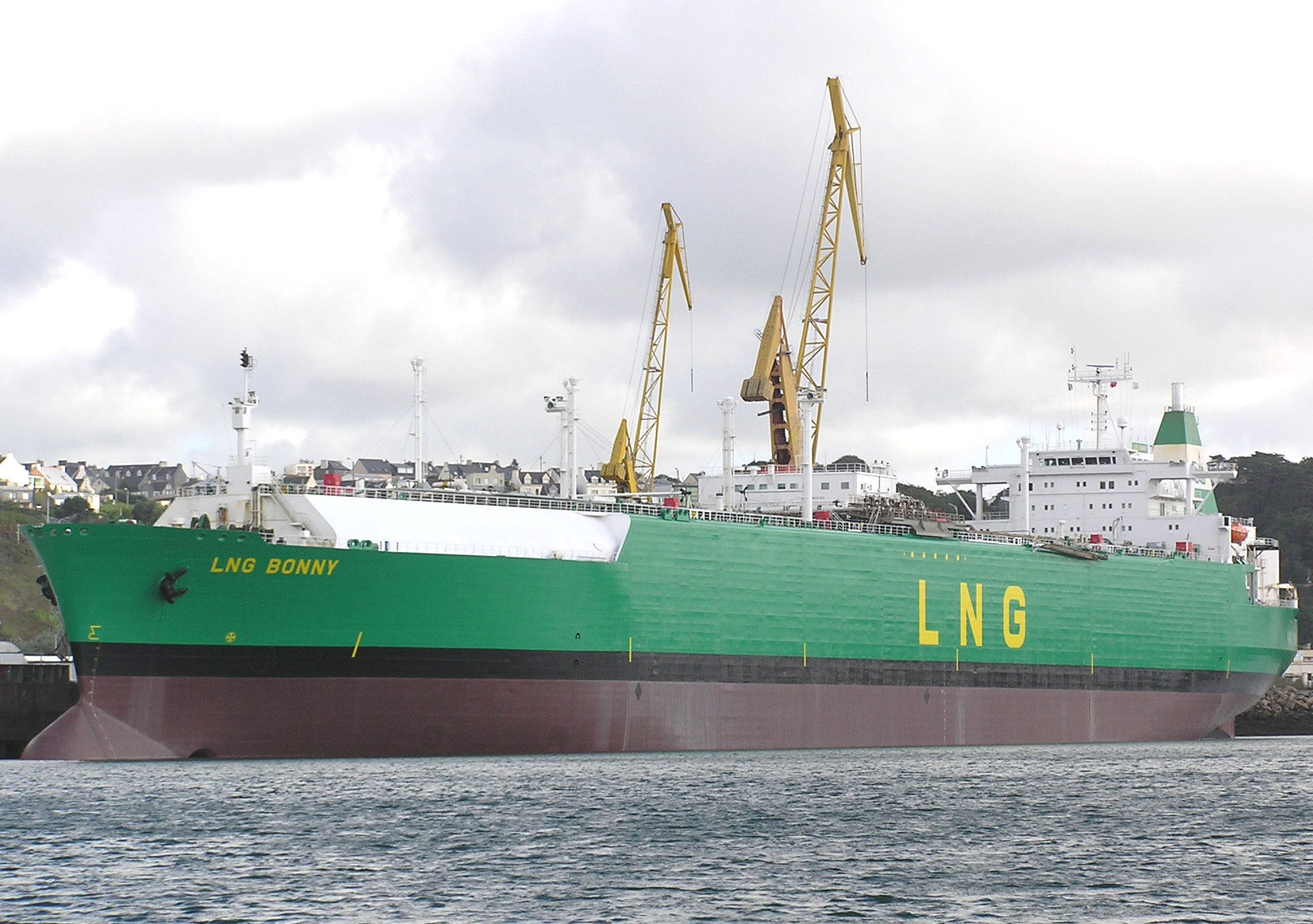
LNG-Tanker Bonny (größer als „Medimax“)

Medimax ist eine Größenangabe für Gastankschiffe. Sie bezeichnet die größtmöglichen LNG-Tanker, die im Verkehr zwischen den Häfen Fos-sur-Mer in Frankreich und Skikda in Algerien betrieben werden können. Neueste Schiffe dieser Bauart sind bis zu 240 m lang und haben bei einem maximalen Tiefgang von 12,2 m eine Laderaumkapazität von etwa 74.000 Kubikmetern. Ältere Medimax-Schiffe – noch ohne Neuerungen wie zum Beispiel Membrantanks und Perlitisolierung – konnten nur bis zu 70.000 m3 transportieren.